# Dicoma pretoriensis
Dicoma pretoriensis là một loài thực vật có hoa thuộc họ Asteraceae.
Nó chỉ được tìm thấy ở Nam Phi.
Môi trường sống tự nhiên của chúng là vùng đất có cây bụi nhiệt đới hoặc cận nhiệt đới.
Nó bị đe dọa do mất môi trường sống.